# Каджая, Дата
Давит «Дата» Каджая (груз. დავით "დათა" ქაჯაია; родился 10 января 1984 года в Тбилиси) — первый из грузинских пилотов, выигравший Кубок Европы в классе Legends, причем дважды — в 2012 и 2013 годах, выступает в составе команды MIA Force в Чемпионате Грузии по кольцевым автогонкам.

## Спортивная карьера
Дата Каджая начал автоспортивную карьеру в 2004 году с участия в национальных соревнованиях по скоростному слалому. Уже в следующем сезоне, за рулем автомобиля BMW M3, он стал чемпионом страны в этой автоспортивной дисциплине.
В 2007 Каджая финиширует третьим в кольцевых гонках, пилотируя Хонду Сивик с объёмом двигателя 1600 см³. На том же автомобиле он участвует в раллийном чемпионате. В 2010 и 2011 он доминирует в серии соревнований по парным гонкам. После завершения реконструкции единственного в стране автодрома «Рустави» в декабре 2011 года, пилот присоединяется к недавно созданной команде MIA Force, выступающей при финансовой поддержке МВД Грузии. В её составе он становится первым победителем нового для страны класса Legends, опередив более опытных соперников из России.
В 2012 Каджая продолжает выступления в национальном чемпионате Legends, а также пробует силы в Кубке Европы на автомобилях того же класса. На родине он завершает сезон вторым, в то время как в Европе, одержав ряд побед, выходит в лидеры Кубка. В сезоне-2013 Каджая становится чемпионом Грузии и вновь одерживает победу в европейском первенстве. По возвращении на родину он получает награду из рук министра внутренних дел страны Ираклия Гарибашвили
.

### Основные достижения
| Season | Series                                   | Car              | Position |
| ------ | ---------------------------------------- | ---------------- | -------- |
| 2005   | Чемпионат Грузии по скоростному слалому  | BMW M3           | 3        |
| 2006   | Чемпионат Грузии по скоростному слалому  | BMW M3           | 1        |
| 2006   | Серия по парным гонкам                   | BMW M3           | 1        |
| 2007   | Чемпионат Грузии по скоростному слалому  | BMW M3           | 1        |
| 2007   | Серия по парным гонкам                   | BMW M3           | 2        |
| 2007   | Чемпионат Грузии по кольцевым гонкам     | Honda Civic 1600 | 3        |
| 2007   | Чемпионат Грузии по ралли                | Honda Civic 1600 | 3        |
| 2007   | Грузинская Гонка Чемпионов               | Honda Civic 1600 | 2        |
| 2008   | Кубок Ромпетрол по парным гонкам         | Honda Civic 1600 | 3        |
| 2008   | Чемпионат Грузии по кольцевым гонкам     | Honda Civic 1600 | 3        |
| 2009   | Парные гонки                             | BMW M3           | 1        |
| 2009   | Скоростной слалом                        | BMW M3           | 3        |
| 2010   | Парные гонки                             | BMW M3           | 1        |
| 2010   | Drift King 2010                          | BMW M3           | 2        |
| 2010   | Суперфинал Рустави по парным гонкам      | BMW M3           | 1        |
| 2011   | Парные гонки                             | BMW M3           | 1        |
| 2011   | Скоростной слалом                        | BMW M3           | 3        |
| 2011   | Кубок Ромпетрол по парным гонкам         | BMW M3           | 2        |
| 2011   | Парные гонки Gulf Cup                    | BMW M3           | 2        |
| 2011   | Rustavi Motorpark Pre-Opening Race       | Legends          | 1        |
| 2012   | Подъём на холм                           | BMW M3           | 3        |
| 2012   | Парные гонки                             | BMW M3           | 1        |
| 2012   | Bridgestone Black Sea Cup                | BMW M3           | 2        |
| 2012   | Чемпионат Грузии по кольцевым автогонкам | Legends          | 2        |
| 2012   | Кубок Европы в классе Legends            | Legends          | 1        |
| 2013   | Чемпионат Грузии по кольцевым автогонкам | Legends          | 1        |
| 2013   | Кубок Европы в классе Legends            | Legends          | 1        |